# S-golf

Voortplating van S-golven door een homogeen materiaal bij een recht golffront.

Voortplanting van S-golven door een homogeen materiaal bij een radiaal golffront (met de seismische bron in het midden).

S-golven of secundaire golven zijn transversale seismische ruimtegolven (golven die door het binnenste van de Aarde bewegen). Bij S-golven trillen deeltjes in het materiaal waar de golf doorheen beweegt (het medium) loodrecht op de bewegingsrichting van de golf. Daarbij treedt schuif op in het materiaal, waaruit afgeleid kan worden dat S-golven alleen kunnen bewegen door elastische materialen. In vloeistoffen of gassen komen S-golven daarom niet voor.

## Voortplanting
In het materiaal waar een S-golf doorheen beweegt vindt geen divergentie plaats, zodat bij S-golven de continuïteitsvergelijking voor niet samendrukbare media opgaat:
{\displaystyle \nabla \cdot \mathbf {u} =0}
waarin u het vectorveld is van de deformatie in het materiaal.
De snelheid van een S-golf in een isotroop medium is afhankelijk van de schuifmodulus (μ) en dichtheid (ρ) van het medium:
{\displaystyle v_{s}={\sqrt {\frac {\mu }{\rho }}}}
Net als andere tranversale golven hebben S-golven eigenschappen als polarisatie en dubbele breking. S-golven die zijn gepolariseerd in horizontale richting worden SH-golven genoemd; S-golven die zijn gepolariseerd in verticale richting SV-golven.
Als een S- of P-golf een grensvlak (een seismische discontinuïteit) tussen twee media tegenkomt en de hoek van inval is anders dan 90°, dan vindt golfmodeconversie plaats, waarbij door refractie of reflectie een gedeelte van de energie van de golf verder beweegt als het andere type golf. Seismische discontinuïteiten kunnen zowel overgangen tussen vaste en vloeibare media zijn als overgangen tussen twee verschillende vaste media. Als een P-golf een grensvlak bereikt, kan de energie zich verdelen over vier golven: een weerkaatste P-golf, een afgebogen P-golf, een weerkaatste S-golf en een doorgelaten SV-golf. Als een SV-golf een grensvlak bereikt zullen dezelfde vier soorten golven in verschillende verhoudingen resulteren. De amplitudes van deze golven kunnen worden berekend met de Zoeppritzvergelijkingen.

## S-golven in de seismologie
De naam secundair komt van het feit dat S-golven het tweede type golf is dat op een seismogram arriveert, na de P-golven. Omdat S-golven, in tegenstelling tot P-golven, niet door de vloeibare buitenkern van de Aarde kunnen bewegen bevindt zich vanaf de haard van de aardbeving gezien aan de andere kant van de Aarde een schaduwzone voor S-golven.
S-golven kunnen wel bestaan in de (vaste) binnenkern, ze kunnen daar ontstaan door golfmodeconversie van P-golven die vanuit de buitenkern de binnenkern bereiken. Na door de binnenkern te hebben gereisd kan door refractie weer een (zwakke) S-golf ontstaan, die kan worden geregistreerd. Deze S-golven zijn een belangrijke bron van informatie over de opbouw van de binnenkern.